# Diospyros pegophila
Diospyros pegophila är en tvåhjärtbladig växtart som beskrevs av Ian Mark Turner. Diospyros pegophila ingår i släktet Diospyros och familjen Ebenaceae.
Arten är en buske eller ett träd och förekommer på Sri Lanka.